# Pungpinan

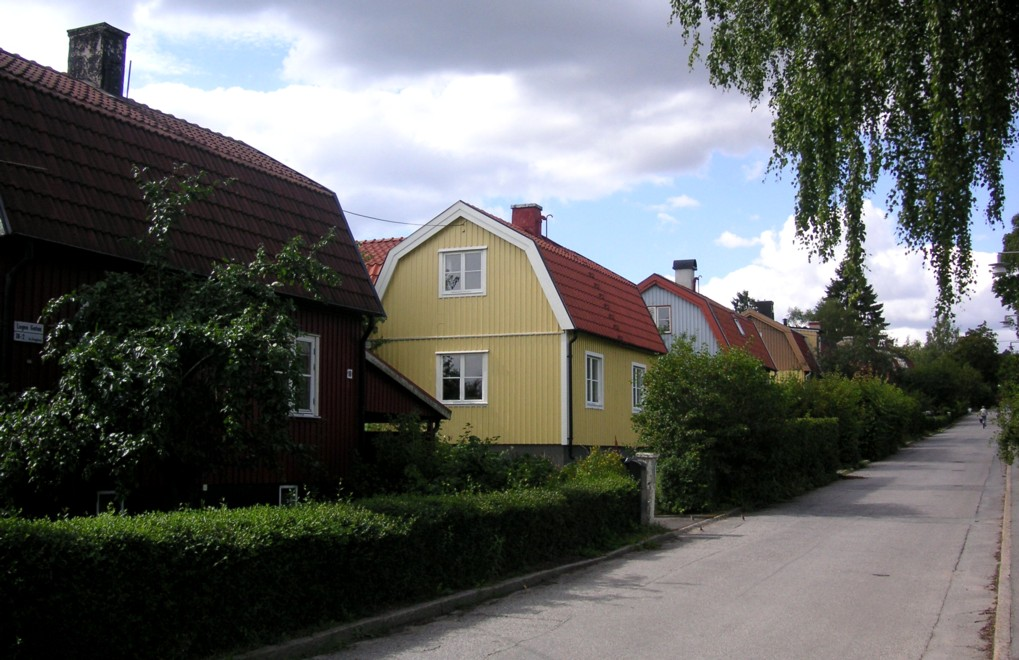
Småhus utmed Lugna gatan.

Pungpinan är ett småstugeområde och ett basområde i stadsdelen Skarpnäcks gård i Söderort inom Stockholms kommun. I småstugeområdet återfinns också kvartersnamnet Pungpinan. Basområdet Pungpinan hade år 2006 1 837 invånare.
Namnet kommer från torpet Pungpinan som ligger i området som i sin tur fick namnet av en krog som låg här på 1700/1800-talet

## Småstugeområdet, stadsdelen och basområdet
År 1926 bildades Stockholms stads småstugebyrå genom fastighetsdirektören Axel Dahlbergs initiativ och han började där organisera självbyggeriet. Året därpå kunde man sätta igång byggandet av 200 småstugor i Olovslund i Västerort och i Pungpinan. Idag är Pungpinan i Stockholms översiktsplan redovisad som en värdefull kulturmiljö av riksintresse.
Åren 1932–1962 fanns stadsdelen Pungpinan som då förutom småstugeområdet också omfattade hela området söder om dagens Skarpnäcksvägen, det vill säga också själva Skarpnäcksfältet.
Sedan Skarpnäcksfältet bebyggdes på 1980-talet har namnet återkommit som basområde Pungpinan. Detta område omfattar småstugeområdet och området med småhus norr därom fram till Skattmästarvägen, det vill säga de flesta av de hus som ingår i Skarpnäcks Trädgårdsstadsförening. Även polisen använder i sin statistik samma namn med nästan samma omfattning. När stadsdelsområdet Skarpnäck presenteras av staden, tas Pungpinan upp likvärdigt med en stadsdel.
| Bilden till vänster: Lugna gatan söderut under uppförande 1927. Bilden till höger: Lugna gatan norrut 70 år senare. |  | Bilden till vänster: Lugna gatan söderut under uppförande 1927. Bilden till höger: Lugna gatan norrut 70 år senare. |
| Bilden till vänster: Lugna gatan söderut under uppförande 1927. Bilden till höger: Lugna gatan norrut 70 år senare. |  | |

## Brf Sparsamheten
Sparsamheten är en nybyggd bostadsrättsförening bestående av kedjehus längs Gamla Tyresövägen i området Pungpinan. Husen finns i kvarteren Pungpinan och Sparsamheten, som båda även innehåller småhus tillhöriga Pungpinans ursprungliga egnahemsbebyggelse. Husen uppfördes år 2009 genom Byggnadsfirman Erik Wallin och med Kjellander och Sjöberg som arkitekter.

## Noter

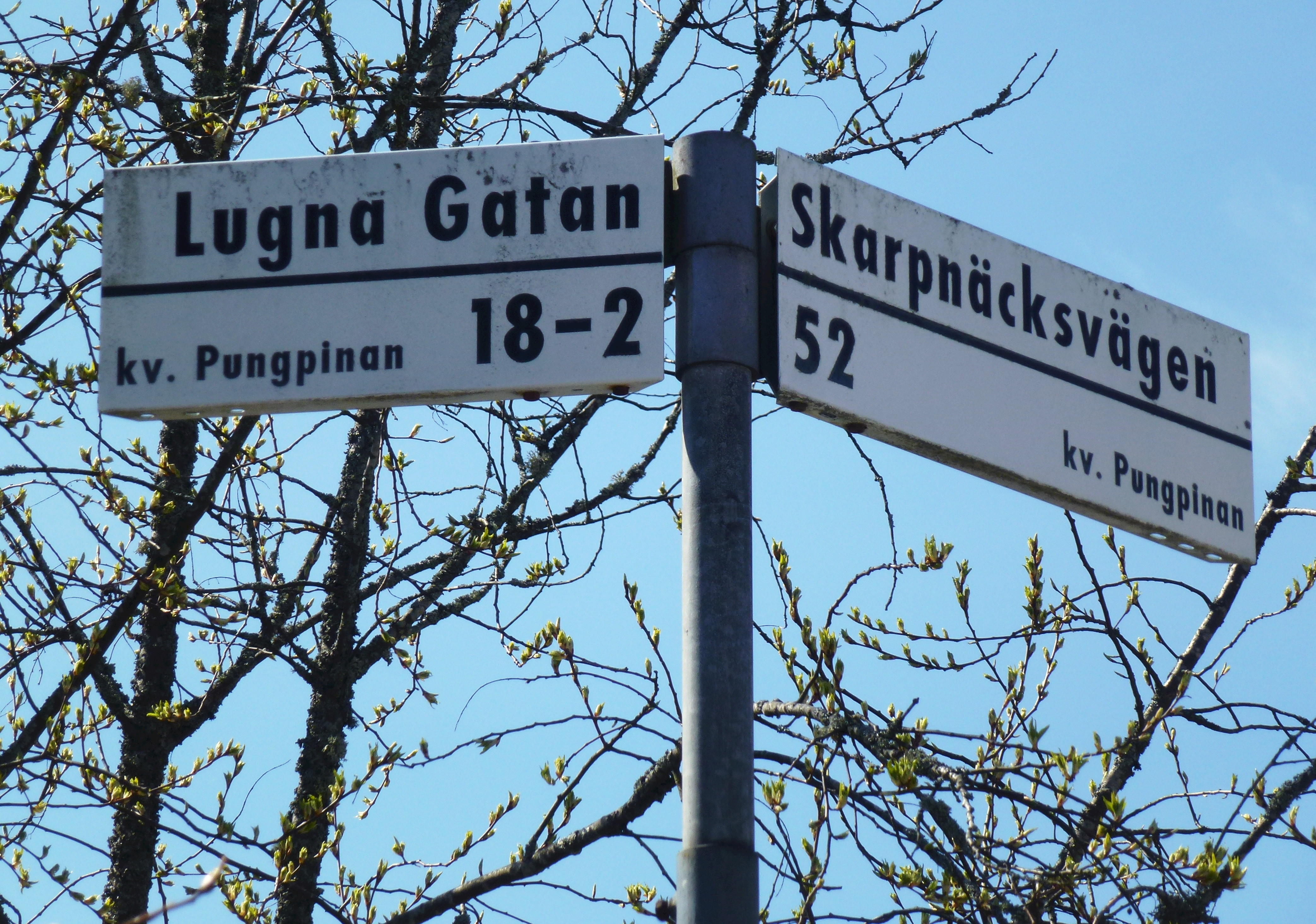
Kvarteret Pungpinan